# Quốc ca Cộng hòa Xã hội chủ nghĩa Xô viết Armenia
Quốc ca Cộng hòa Xã hội chủ nghĩa Xô viết Armenia (tiếng Armenia: Հայկական ՍՍՀ օրհներգ) là quốc ca của Armenia Xô viết – một nước cộng hòa thuộc Liên Xô. Bài hát được lựa chọn làm quốc ca từ năm 1944 
cho đến năm 1991, khi nước này chọn "Mer Hayrenik" làm quốc ca mới. Phần nhạc được sáng tác bởi nhà soạn nhạc Aram Khachaturian, trong khi lời bài hát được viết bởi Sarmen".

## Lời bài hát
| Tiếng Armenia | Ký tự Kirin | Ký tự Latinh | Chuyển tự IPA | Dịch sang tiếng Việt |
| Սովետական ազատ աշխարհ Հայաստան՝ Բազում դարեր դաժան ճամփա դու անցար՝ Քաջ որդիք քո մաքառեցին քեզ համար՝ Որ դառնաս դու մայր հայրենիք հայության: Կրկներգ Փառք քեզ՝ միշտ փառք՝ Սովետական Հայաստան՝ Աշխատասեր՝ ճարտարագործ-շինարար՝ Ժողովրդոց սուրբ դաշինքով անսասան՝ Դու ծաղկում ես և կերտում լույս ապագադ: Լենինն անմահ մեզ հուրն անշեջ պարգեվեց՝ Մեր դեմ շողաց երջանկաբեր այգաբաց՝ Հոկտեմբերը կործանումից մեզ փրկեց Եվ տվեց մեզ նոր՝ պայծառ կյանք փառապանծ: Կրկներգ Մեծ Ռուսիան մեզ եղբայրության ձեռք մեկնեց՝ Մենք կերտեցինք ամրակուռ նոր պետություն՝ Լենինյան մեր կուսակցությունն իմաստուն Հաղթորեն մեզ դեպ կոմունիզմ է տանում: Կրկներգ | Советакан азат ашхарҳ Ҳаястан, Базум дарер дажан ҷамԥа ду анцар, Қаџ вордиқ қо мақаҏецин қез ҳамар, Вор даҏнас ду майр Ҳайрениқ ҳаюҭян! Кәркнерг Ԥаҏк қез, мишт паҏқ, Советакан Ҳаястан, Ашхатасер, ҷартарагорҵ-шинарар, Жоӷовәрдоц сурб дашинқов ансасан, Ду ҵаӷкум эс ев кертум луйс апагад! Ленинн анмаҳ мез ҳурн аншеџ паргевец, Мер дем шоӷац ерџанкабер айгабац, Ҳоктемберә корҵанумиц мез ԥәркец Ев тәвец мез нор, пайҵаҏ кянқ паҏапанҵ. Кәркнерг Меҵ Ҏусиан мез еӷбайруҭян ӡеҏқ мекнец, Менқ кертецинқ амракуҏ нор петуҭюн, Ленинян мер кусакцуҭюнн имастун Ҳаӷҭорен мез деп комунизм э танум! Кәркнерг | Sovetakan azat ašxarh Hajastan, Bazum darer dažan čampha du anchar, Khadž vordikh kho makhařechin khez hamar, Vor dařnas du majr Hajrenikh hajuthjan. Kærknerg: Phařkh khez, mišt phařkh Sovetakan Hajastan, Ašxataser, čartaragorc-šinarar, Žoqoværdoch surb dašinkhov ansasan, Du caqkum jes jev kertum lujs apagad. Leninn anmah mez hurn anšedž pargevech, Mer dem šoqach jerdžankaber ajgabach, Hoktemberæ korcanumich mez phærkech Jev tævech mez nor, pajcař kjankh phařapanc. Kærknerg Mec Řusian mez jeqbajruthjan dzeřkh meknech, Menkh kertechinkh amrakuř nor petuthjun, Leninjan mer kusakchuthjunn imastun, Haqthoren mez dep komunizm e tanum. Kærknerg | [sɔvɛtɑkɑn ɑzɑt ɑʃχɑɾh hɑjɑstɑn ǀ] [bɑzum dɑɾɛɹ dɑʒɑn t͡ʃɑmpʰɑ du ɑnt͡sʰɑɹ ǀ] [kʰɑd͡ʒ vɔɾdikʰ kʰɔ mɑkʰɑrɛt͡sʰin kʰɛz hɑmɑɹ ǀ] [vɔɾ dɑrnɑs du mɑjɹ hɑjɾɛnikʰ hɑjutʰjɑn ǁ] [kəɾknɛɾg] [pʰɑrkʰ kʰɛz ǀ miʃt pʰɑrkʰ sɔvɛtɑkɑn hɑjɑstɑn ǀ] [ɑʃχɑtɑsɛɹ ǀ t͡ʃɑɾtɑɾɑgɔɾt͡s ʃinɑɾɑɹ ǀ] [ʒɔʁɔvəɾdɔt͡sʰ suɾb dɑʃinkʰɔv ɑnsɑsɑn ǀ] [du t͡sʰɑʁkum jɛs jɛv kɛɾtum lujs ɑpɑgɑd ǁ] [lɛninː ɑnmɑh mɛz huɾn ɑnʃɛd͡ʒ pɑɾgɛvɛt͡sʰ ǀ] [mɛɹ dɛm ʃɔʁɑt͡sʰ jɛɾd͡ʒɑnkɑbɛɹ ɑjgɑbɑt͡sʰ ǀ] [hɔktɛmbɛɾə kɔɾt͡sɑnumit͡sʰ mɛz pʰəɾkɛt͡sʰ] [jɛv təvɛt͡sʰ mɛz nɔɹ ǀ pɑjt͡sɑr kjɑnkʰ pʰɑrɑpɑnt͡s ǁ] [kəɾknɛɾg] [mɛt͡s rusjɑn mɛz jɛʁbɑjɾutʰjɑn d͡zɛrkʰ mɛknɛt͡sʰ ǀ] [mɛnkʰ kɛɾtɛt͡sʰinkʰ ɑmɾɑkur nɔɹ pɛtutʰjun ǀ] [lɛninjɑn mɛɹ kusɑkt͡sʰutʰjunː imɑstun ǀ] [hɑʁtʰɔɾɛn mɛz dɛp kɔmunizm ɛ tɑnum ǁ] [kəɾknɛɾg] | Đất nước tự do của Liên Xô Armenia Đất nước đã trải qua nhiều thế kỷ tàn khốc Những người con trai dũng cảm đã chiến đấu vì quê hương Trở thành anh hùng của người Armenia. Điệp khúc: Vinh quang cho Tổ quốc luôn luôn là vinh quang cho Armenia Xô Viết Làm việc chăm chỉ: Kiến trúc sư-Người xây dựng Vững vàng với liên minh thần thánh của mọi người Đất nước phát triển mạnh mẽ, tạo ra một tương lai tươi sáng Lenin đã truyền lửa bất diệt cho chúng ta Một đất nước hạnh phúc cho chúng ta Tháng 10 cứu chúng ta khỏi sự hủy diệt Và nó đã cho chúng ta một cuộc sống mới, tươi sáng, vinh quang [Điệp khúc] Nước Nga vĩ đại đã mở rộng vòng tay của tình anh em với chúng ta Chúng ta đã xây dựng một đất nước mới mạnh mẽ Đảng theo chủ nghĩa Lênin của chúng ta là sáng suốt Nó dẫn chúng ta đến chủ nghĩa cộng sản một cách chiến thắng. [Điệp khúc] |